# 米蘭—維羅納高速鐵路
米蘭－維羅納高速鐵路（義大利語：Ferrovia Milano-Verona）是意大利一條全長165公里的高速鐵路線，連接米蘭和維羅納。此線將取代米蘭－威尼斯鐵路成為意大利北部的主要鐵路線。
2007年，首階段的工程完工，來往米蘭林布拉特站至特雷維格里奧站。2016年，第二階段來往特雷維格里奧至布雷西亞段也完工。餘下往維羅納新門車站的路段仍在興建中，預計2022年或2023年完工。